# Papa Ioan al II-lea
Papa Ioan al II-lea (n. 470 d.Hr., Roma, Imperiul Roman de Apus – d. 8 mai 535 d.Hr., Roma, Regatul Ostrogot⁠(d)) a fost un Papă al Romei în anii 533 - 535.

## Origine
A fost fiul lui Projectus, născut la Roma, iar numele său la naștere era Mercurius. A fost primul papă care și-a schimbat numele după alegere. Înainte de a urca pe scaunul papal a deținut funcția de preot la Bazilica Sf. Clement.

## Alegerea
În această perioadă simonia din timpul alegerilor episcopilor și papilor a infectat majoritatea clerului și a laicilor. În timpul perioadei de sede vacante care a durat două luni, până și vasele sfinte au fost scoase la vânzare. Intrigile și corupția devenise atât de mare, încât succesorul lui Theodoric cel Mare, Athalaric, a emis o lege specială pentru a preveni aceste fapte. Până la urmă a fost ales Papa Ioan al II-lea care era în relații bune atât cu Athalaric, creștin arian, cât și cu noul împărat răsăritean, Iustinian I.

## Activitatea
Liber Pontificalis ne spune că împăratul răsăritean a emis un decret favorabil monofizismului, iar Papa Ioan al II-lea, cu toate că a fost atenționat, a ratificat decretul. Acest lucru a spulberat toată lupta pe care a dus-o predecesorul său, Papa Bonifaciu al II-lea și ceilalți papi dinaintea sa, împotriva acestui curent al bisericii răsăritene.
Binecunoscutul comportament adulterin a lui Contumeliosus, episcop de Reiz din regiunea Provence, a fost cauza pentru care Papa a ordonat episcopilor din Galia ca vinovatul să fie dus la o mănăstire, iar până când un nou episcop va fi numit, clerul din Provance va fi sub autoritatea episcopului de Arles.
Două sute și șaptesprezece episcopi s-au întrunit la Conciliul din Cartagina din 535, pentru a discuta problema prezentata de Papa Ioan al II-lea privind episcopii lapsi reveniți de la arianism. Soluțiile propuse erau - după pocăință episcopii lapsi să-și redobîndească rangul sau să fie admiși doar în comunitatea laică. Chestiunea readmiterii lapsilor în biserică a tulburat Africa de Nord timp de câteva secole, luând naștere două erezii, novațianismul și donatismul. Însă răspunsul la această problemă a fost dat după moartea Papei Ioan al II-lea, de către Papa Agapet I.

## Decesul
Papa Ioan al II-lea a murit pe 8 Mai 535 și a fost îngropat în Basilica Sf. Petru.